# راست (فیلم ۲۰۲۴)
راست (به انگلیسی: Rust) یک فیلم وسترن آمریکایی محصول سال ۲۰۲۴ به نویسندگی و کارگردانی جوئل سوزا با بازی الک بالدوین، تراویس فیمل، فرانسیس فیشر و جنسن اکلس است.
سال‌ها قبل از اکران نهایی، این فیلم به دلیل یک تصادف مرگبار در تیراندازی بدنام شد. در سال ۲۰۲۱، هالینا هاچینز، فیلمبردار سینما، هنگامی که یک گلوله زنده از یک هفت‌تیر که بین عکس‌های بالدوین شلیک می‌شد، شلیک شد، کشته شد. سوزا کارگردان با همان گلوله از ناحیه کتف مجروح شد. یک سری اتهامات اولیه علیه بالدوین در سال ۲۰۲۳ کنار گذاشته شد و یک سری دیگر در سال ۲۰۲۴ رد شد. تهیه‌کنندگان، از جمله بالدوین، سپس تصمیم گرفتند تولید را از سر بگیرند.
این پروژه تکمیل شده در جشنواره فیلم لهستان در ۲۰ نوامبر ۲۰۲۴ به نمایش درآمد. فیلم در ۲ مه ۲۰۲۵ به نمایش درآمد و نقدهای متفاوتی دریافت کرد.

## داستان
در دهه ۱۸۸۰ کانزاس، قانون‌گذار سالخورده هارلند راست (الک بالدوین) از مخفیگاه بیرون می‌آید تا نوه سیزده ساله‌اش لوکاس را نجات دهد. زیر او به دلیل یک قتل تصادفی، به اعدام محکوم شده است. این دو که اکنون فراری هستند باید هم از دشمن راست، مارشال وود هلم آمریکایی، و هم از فنتون «پریچر» لانگ شکارچی شرور فرار کنند.

## حادثه تیراندازی راست
در ۲۱ اکتبر ۲۰۲۱ پس از یک حادثه تیراندازی با اسلحه گرم که در آن باعث مرگ فیلمبردار فیلم هالینا هاچینز شد تولید فیلم به حالت تعلیق درآمد. کارگردان جوئل سوزا نیز با همان شلیک مجروح شد. بسیاری از عوامل فیلم واکنش‌های متفاوتی نسبت به این خبر نشان دادند. برخی از آن حمایت کردند و برای از سرگیری کار، برنامه‌ریزی کردند. در حالی که برخی دیگر این تصمیم را محکوم کردند و تصمیم به عدم بازگشت گرفتند.
در ۱۸ ژانویه ۲۰۲۳، پس از اینکه مری کارمک آلتویز، دادستان ناحیه اول نیومکزیکو، تصمیم گرفت بالدوین را به قتل غیرعمد متهم کند دوباره فیلم به خطر تعویق افتاد. زیرا قرار بود فیلمبرداری در ژانویه ۲۰۲۳ از سر گرفته شود. بیش از یک سال پس از این حادثه و پرونده‌های قضایی در حال انجام، اما بالدوین در آن ماه به قتل غیرعمد متهم شد و مشارکت بیشتر او در این پروژه را زیر سؤال برد.
فیلم‌برداری فیلم در آوریل ۲۰۲۳ ازسرگرفته شد.

## بازخوردها
- در وب‌سایت جمع‌آوری نقد راتن تومیتوز از نظرات ۲۵ منتقد دارای ۴۴ درصد تائیدیه می‌باشد.[۶]
- در متاکریتیک، که از میانگین وزنی استفاده می‌کند، بر اساس رای ۱۷ منتقد، امتیاز ۴۶ از ۱۰۰ را به فیلم اختصاص داد که نشان دهنده نقدهای «مختلط یا متوسط» است.[۷]
- تخمین زده شد که این فیلم در روز افتتاحیه در ۱۱۵ سالن سینما ۲٫۵۰۰۰ دلار فروش داشته است.[۸]